# Коричневощёкая аратинга
Коричневощёкая аратинга (лат. Eupsittula pertinax) — птица семейства попугаевых.

## Внешний вид
Длина тела около 25 см. Основная окраска оперения зелёная. Голова и грудь медные с оранжево-жёлтым оттенком.

## Распространение
Обитают в Бразилии, Колумбии, Коста-Рике, Доминиканской Республике, Французской Гвиане, Гайане, Мексике, Панаме, Суринаме, Венесуэле, на Нидерландских Антильских островах, Американских Виргинских островах, Пуэрто-Рико, Арубе и Барбадосе.

## Образ жизни
Населяют субтропические и тропические леса.